# 里見明正
里見 明正（さとみ あきまさ、1912年7月26日 - 1974年10月24日）は、埼玉県出身の洋画家。浦和画家のひとり。

## 人物
熊谷中学校出身。
浦和画家の須田剋太と同じく光風会に所属し、浦和市（現・さいたま市南区）の別所沼畔にアトリエを構え、須田のアトリエと隣り合っていた。別所沼対岸（稲荷台）の林倭衛のアトリエにも須田としばしば訪れた。また、寺内萬治郎の門下生が集まる武蔵野会に参加した。新文展に初入選で特選を受賞した。県北美術家協会会長、熊谷市教育委員長などを歴任し、文化の振興にも貢献した。作品は埼玉県立近代美術館に所蔵されている。

## 経歴
- 1912年（明治45年） - 熊谷町（現・熊谷市）に生まれる。
- 1931年（昭和6年） - 東京美術学校油画科に進学。
- 1936年（昭和11年） - 東京美術学校油画科卒業。
- 1940年（昭和15年） - 28歳、光風会展に「鵜原風景」を出品、入選。
- 1942年（昭和17年） - 30歳、第五回新文展に「鶏舎」を出品。初入選、特選受賞。
- 1974年（昭和49年） - 62歳、ガンで死去。